# 松前太陽光発電所
松前太陽光発電所（まさきたいようこうはつでんしょ）は、愛媛県伊予郡松前町にある四国ガス産業（四国ガス子会社）の太陽光発電所である。

## 概要
四国ガスの松前工場跡地内に建設された。1万1300 m2の敷地に太陽光パネル4768枚が設置されており、出力は1 MWであり、メガソーラーの1つの数えられる。
なお、この太陽光発電所建設は、四国ガスの「創立100周年記念事業」にも位置づけられている。

## 発電設備
- 所在地 - 愛媛県伊予郡松前町大字北川原1628-1
- 発電事業者 - 四国ガス産業
- 面積 - 約1万1300 m2
- 太陽電池 - 単結晶シリコンタイプモジュール（YOCASOL製・210 w/枚）、枚数：4768枚
- パワーコンディショナー - 三相3線式 定格容量1000 kw（ダイヘン製）
- 発電出力 - 1 MW
- 年間発電量 - 約100万 kWh（一般家庭約280戸相当）[3]
- 年間二酸化炭素削減量 - 約500トン

## 沿革
- 2012年12月25日 - 営業運転開始。